# 沖縄県道242号宇根仲泊線
沖縄県道242号宇根仲泊線（おきなわけんどう242ごう うねなかどまりせん）は沖縄県島尻郡久米島町宇根と仲泊とを結ぶ一般県道。

## 概要

### 区間
- 起点：島尻郡久米島町字宇根（沖縄県道89号久米島空港真泊線・沖縄県道245号久米島一周線）
- 終点：島尻郡久米島町字仲泊（沖縄県道89号久米島空港真泊線・沖縄県道245号久米島一周線）
- 総延長：12.68km（実延長も同じ）

### 通過自治体
- 島尻郡久米島町（久米島）

### 交差する道路
- 沖縄県道89号久米島空港真泊線（起点・終点）
- 沖縄県道245号久米島一周線（起点で県道89号真泊港方面より重複合流 - 久米島町具志川、終点・県道89号と重複）

### 重複路線
- 沖縄県道245号久米島一周線（起点 - 久米島町具志川）

### 主要施設
- 比屋定バンタ（久米島町比屋定）
- 久米島の久米仙本社（酒造会社・久米島町宇江城）
- 五枝の松（久米島町上江洲）
- 久米島町役場具志川庁舎（久米島町仲泊）

## 歴史
- もともとは（旧）久米島一周線（県道173号・現在の県道245号とは重複区間を除けば別ルート）だった。1953年（昭和28年）に琉球政府道として指定、1972年（昭和47年）5月15日の本土復帰と同時に県道となった。
- 1993年（平成5年）、当時の久米島一周線の仲泊 - 真泊間の南回り区間が久米島空港真泊線（県道89号）として主要地方道に昇格、残る北回りの区間が現路線名となった。現路線の路線認定は、1994年（平成6年）3月である[1]。